# Kleinwaffenaktionsprogramm der Vereinten Nationen
Das Kleinwaffenaktionsprogramm der Vereinten Nationen (vollständiger englischer Name: Programme of Action to Prevent, Combat and Eradicate the Illicit Trade in Small Arms and Light Weapons in All Its Aspects) behandelt sämtliche Gesichtspunkte des unrechtmäßigen Handels mit Kleinwaffen und leichten Waffen. Es soll die Richtlinien des Feuerwaffenprotokolls umsetzen und wurde im Juli 2001 im Rahmen der Conference on the Illicit Trade in Small Arms and Light Weapons in All Its Aspects der Vereinten Nationen verabschiedet.

## Ziele
Das Aktionsprogramm enthält Aussagen und Empfehlungen zu fast allen Aspekten der Kleinwaffenkontrolle und ist Ausgangspunkt für eine Vielzahl weltweiter und regionaler Initiativen. Ziel ist es, Staaten bei der Umsetzung des Aktionsprogramms zu helfen und einen möglichst breiten Konsens zu den wichtigsten Elementen zu finden:
- illegale Waffentransfers verhindern
- überschüssige Kleinwaffen und deren Munition (Surplus) vernichten
- massive und destabilisierende Anhäufung solcher Waffen verhindern
- Kontrolle über öffentliche Waffen- und Munitionsbestände erlangen
- Nachfrage nach Kleinwaffen vermindern.

## Hintergründe
Einerseits sind Kleinwaffen zur Durchsetzung des staatlichen Gewaltmonopols nötig. Andererseits fordern sie jährlich mehr Opfer als jede andere Waffenart und gelten in einigen Regierungskreisen als die „eigentlichen Massenvernichtungswaffen“. Da Kleinwaffen wie Maschinenpistolen und Sturmgewehre weit verbreitet sind, sowie billig und leicht zu transportieren sind, werden in vielen Kriegsgebieten Kindersoldaten damit ausgerüstet. Nach Aussagen der Deutschen Gesellschaft für Technische Zusammenarbeit trägt die große Verbreitung von Kleinwaffen, insbesondere nach innerstaatlichen Konflikten und Kriegen, zur Destabilisierung bei und gefährdet besonders in Entwicklungsländern die Erfolge der technischen und finanziellen Zusammenarbeit. Noch lange nach Beendigung eines Konflikts können Kleinwaffen Konflikte wieder aufflammen lassen. Zu den „beliebtesten“ Kleinwaffen gehört das AK-47, von dem weltweit bis zu 100 Millionen Stück im Umlauf sein sollen.
Ihr missbräuchlicher Einsatz bei krimineller und politisch motivierter Gewalt birgt eine erhebliche Gefahr auch in Friedensregionen. Der illegale Besitz von schultergestützten Flugabwehrsystemen (MANPADS), die zu den leichten Waffen zählen, gefährden die zivile und militärische Luftfahrt.
Viele Staaten, insbesondere die Entwicklungsländer, besitzen keine Kontrolle und Regulierung für den Waffenhandel. Ihnen fehlen ein gut ausgebauter Staatsapparat, Gesetze, Kontrollmechanismen und Geld für die Ausbildung der staatlichen Bediensteten, sowie für deren Personalkosten. Diese Staaten müssen von den Partnerländern unterstützt werden, sowohl in Beratung und Trainingsmaßnahmen, als auch finanziell.
Die Bekämpfung der Armut und die Förderung von Rechtsstaatlichkeit würden die Nachfrage nach Kleinwaffen ebenfalls erheblich reduzieren.

## Geschichte
1995 rief der UN-Generalsekretär Boutros Boutros-Ghali im Rahmen seiner Agenda für den Frieden die internationale Gemeinschaft auf, effektive Lösungen für folgendes Problem zu finden: Verhinderung der Proliferation und des Missbrauchs von Kleinwaffen. Im gleichen Jahr wurde die UN-Resolution 50/70B verabschiedet. Sie verpflichtete den Generalsekretär, einen Bericht über Kleinwaffen und Leichte Waffen (SALW) für die 1. Kleinwaffen-Konferenz im Jahr 2001 anzufertigen.
1997 verabschiedete der Ministerrat der EU ein Programme for Preventing and Combating Illicit Trafficking in Conventional Arms, das unter anderem einen verbesserten Datenaustausch zwischen den Mitgliedsstaaten über Waffengeschäfte sowie die Unterstützung von Drittstaaten bei der Bekämpfung des illegalen Waffenhandels vorsieht.
1997 hatte die Organisation Amerikanischer Staaten einen multilateralen Vertrag verabschiedet, die die Mitgliedsstaaten zu stärkeren Grenzkontrollen, zur Kennzeichnung von Waffen und zum Informationsaustausch über Waffenhändler und Waffenhersteller aufforderte.
Im Mai 1998 verabschiedete die EU den EU-Verhaltenskodex für Waffenexporte, der erstmals eine Abstimmung zwischen den Mitgliedsstaaten bei Waffenexporten vorsieht, indem etwa abgelehnte Exportanträge automatisch an die anderen Mitgliedsstaaten weitergeleitet werden. Am 17. Dezember 1998 verabschiedete der Ministerrat eine Gemeinsame Aktion zur Bekämpfung von Kleinwaffen. Im gleichen Jahr wurde „Gruppe interessierter Staaten“ (Group of Interested States in Practical Disarmament Measures, GIS) mit Tagungsort New York etabliert. Sie arbeitete am Projekt zur Umsetzung des Kleinwaffenaktionsprogramms der Vereinten Nationen und hilft bei der Umsetzung von Abrüstungsmaßnahmen. Diese Gruppe ist offen für Nichtregierungsorganisationen, wie z. B. IANSA und WFSA. Im gleichen Jahr wurde der Arbeitskreis CASA gegründet, dessen Aufgabengebiet von UNICEF wie folgt beschrieben wird: Innerhalb der UN koordiniert der Arbeitskreis CASA (Co-ordinating Action on Small Arms) die Aktivitäten gegen Kleinwaffen.
Bereits im November 2000 hatte die OSZE das „Dokument über Kleinwaffen und Leichte Waffen“ verabschiedet. Dieses Dokument stellt gemeinsame Ausfuhr- und Überschusskriterien auf, schafft regionale Transparenz von Kleinwaffentransfers und bildet die Grundlage für einen umfassenden Informationsaustausch. Es ist das weitestgehende politisch verbindliche Dokument zu militärischen Kleinwaffen auf regionaler Ebene und hatte Pilotcharakter für die Umsetzung und Weiterentwicklung des Kleinwaffenaktionsprogramms der Vereinten Nationen.
2001 wurde unter anderen auch auf Druck der Zivilgesellschaft das Kleinwaffenaktionsprogramm der Vereinten Nationen verabschiedet.
Die Südafrikanische Entwicklungsgemeinschaft (SADC) übernahm 2002 Teile des Programms.
2006 folgte in Westafrika das ECOWAS Small Arms Control Programme (ECOSAP).

## Maßnahmen

### Herstellung
Damit Waffen nicht illegal hergestellt werden können, bedarf es nationaler Gesetze, die die Hersteller überwachen. Sämtliche Kleinwaffen, auch die Kriegswaffen, müssen gekennzeichnet werden und bei der Herstellung in einem Herstellungsbuch registriert werden (Paragraph II, Punkt 2).

### Handel
Damit Waffen nicht an Kriminelle ausgehändigt werden können und nicht in den illegalen Markt abdriften können, bedarf es nationaler Gesetze, die die Abgabe der registrierten Waffen im Inland überwachen (Paragraph II, Punkt 3). Damit Waffen nicht in Embargoländer und Krisenregionen landen, bedarf es gemeinsamer Ausfuhrkriterien, Verfahren und Dokumentationen bei Einfuhr-, Ausfuhr- und Durchfuhr (Paragraph II, Punkt 11–13). Zudem muss es zu einem Informationsaustausch kommen (Paragraph II, Punkt 23,27), sowie weitere Transparenzmaßnahmen entwickelt werden, um eine Nachverfolgung (Tracing) zu ermöglichen Damit illegale Waffen nicht auf Schmuggelwegen im- oder exportiert werden, bedarf es Grenzkontrolle und Überwachung der See- und Luftfahrtswege, mit denen die Waffen transportiert werden (Paragraph II, Punkt 4, 10, 36).

### Sicherung staatliche Lager
Um den Diebstahl und illegalen Verkauf von staatlichen Waffen zu verhindern, müssen die Verwaltung und die Sicherung staatlicher Lager verbessert werden. Korruption, die den Verkauf ermöglicht, muss verfolgt und bestraft werden. Personal muss ausgebildet und bezahlt werden (Paragraph II, Punkt 17, 29).

### Reduzierung und Vernichtung von Überschüssen
Der staatliche Besitz muss erfasst werden und daraufhin überprüft werden, inwieweit die Menge und Waffenart notwendig ist zur Sicherung des staatlichen Gewaltmonopols. Überschüssige Waffen und Munition, sogenannte Surplus, muss vernichtet werden, anstatt diese zu exportieren. Beim Kauf neuer Waffen sollte das Prinzip „Neu gegen Alt“ eingehalten werden, d. h. kontrollierte Vernichtung des Altbestands bei neuen Importen. Der zivile Besitz von Kriegswaffen, insbesondere in Krisengebieten, muss reduziert werden. Dazu bedarf es rechtsstaatlicher Ordnung, sowie Anreize zur Waffenabgabe z. B. gegen Geld oder Nahrung. Dazu bedarf es auch der Akzeptanz der Zivilbevölkerung. Waffen, die von Zivilisten eingesammelt werden, sollen vernichtet werden anstatt sie zu exportieren (Paragraph II, Punkt 19, 20).

### Unterstützung
Die Partnerländer sollen Staaten unterstützen durch Beratung und Finanzierung, wenn nationale Schwierigkeiten bei der Umsetzung bestehen (Paragraph II, Punkt 26, Paragraph III).

## Nationale Umsetzung
Die Bereitschaft auf Exportverträge in Krisenregionen zu verzichten, Maßnahmen im eigenen Land durchzusetzen oder Maßnahmen in anderen Nationen zu finanzieren, sowie die eigene Souveränität durch Annahme von Hilfen einzuschränken, differiert von Staat zu Staat. Aus diesem Grund lehnen wichtige Waffenherstellungsländer wie China oder Russland weitergehende Beschränkungen des Waffenexports ab. Die USA weisen besonders Regelungen zur Einschränkung des privaten Waffenbesitzes zurück.
Staaten mit langjähriger nationaler Waffenkontrolle, wie z. B. die Bundesrepublik Deutschland, richten nicht die vom Aktionsprogramm geforderten Kontaktstellen National Points of Contact (NPC), National Coordination Agencies (NCA) und National Action Plan (NAP) ein, sondern erwarten, dass die bereits vorhandenen Administrationen anerkannt werden. Auf der anderen Seite finanziert die Bundesrepublik als Geberland viele Maßnahmen. Andere Staaten, wie z. B. Burundi, deren Staatsapparat noch im Aufbau ist und die als Nehmerländer finanziell und technisch unterstützt werden, übernehmen die vom Aktionsprogramm vorgeschriebene Administration und werden daher positiv in einigen internationalen Berichten bewertet.

## Kritik
Während viele Staaten die Forderungen der Aktionsprogrammes unterstützen, sofern sie sich auf den illegalen Handel an sich oder auf zusätzliche Handelsbeschränkungen bei Kriegsschusswaffen beziehen, gibt es massive Kritik, sollten diese Beschränkungen auch für zivile Waffen Gültigkeit bekommen.
Rechtsstaaten besitzen sowohl eine nationale Waffenkontrolle, wie auch Regularien für Waffenexporte. Dies bescheinigt auch das Regierungsprojekt Small Arms Survey in seinem Report 2009: 98 % – 99 % der zivilen Waffen, inklusive Revolver und Pistolen, werden autorisiert exportiert. Von den über 650 Millionen Schusswaffen in Privathand gehören die meisten Waffen zu den zivilen Waffen. Die meisten Waffen befinden sich in den legalen Händen von Sportschützen, Jägern, Sammlern und Zivilisten, die Schusswaffen im Sinne der Selbstverteidigung erwerben dürfen.
In den illegalen Händen von Gangs (nichtstaatliche Kombattanten – Guerilleros, Aufständische, Milizionäre und Gangmitglieder) befinden sich nur zwei bis zehn Millionen Kleinwaffen, hauptsächlich vollautomatische Kriegswaffen und einige Kurzwaffen. Ihre Anzahl ist viel geringer als die von Individuen, Streitkräften oder Strafverfolgungsbehörden. Doch die von dieser geringen Zahl ausgehende Zerstörung auf humanitärer und politischer Ebene ist von ungewöhnlich großer Bedeutung.
Da der zivile Besitz von Vollautomaten in vielen Ländern bereits verboten ist, jedoch diese Waffen beim weltweite Missbrauch hauptsächlich Verwendung finden, fordert das WFSA seit Jahren, dass sich das Programme of Action und andere internationale Vereinbarungen, die den Fokus auf dem illegalen Handel legen, die zivilen Schusswaffen aus den Verordnungen ausschließen sollen.

## Definition von Kleinwaffen
Die Definition von Kleinwaffen ist international nicht einheitlich geregelt.
Definition der deutschen Bundesregierung: „Bei Kleinwaffen und leichten Waffen (Small Arms and Light Weapons - SALW), im Folgenden Kleinwaffen, handelt es sich um Waffen und Waffensysteme, die nach militärischen Anforderungen für den Einsatz als Kriegswaffen hergestellt oder entsprechend umgebaut sind und dem militärischen Einsatz vorbehalten sein sollen.“ In dieser Definition sind Schrotflinten, Jagdwaffen, Sportwaffen und Antikwaffen nicht enthalten. Die Bundesregierung unterscheidet bei der Ausfuhrkontrolle, ob Pistolen und Revolver als Sportwaffen oder Dienstwaffen entworfen wurden. Diese Unterscheidung sieht auch das Small Arms Survey in seinem Report 2009.
Definition gemäß VN: „Kleinwaffen sind für die Verwendung durch Einzelpersonen bestimmt und umfassen Revolver und Selbstladepistolen, Gewehre und Karabiner, Maschinenpistolen, Sturmgewehre und leichte Maschinengewehre.“